# Carl Kornhas
Carl (Karl) Kornhas (* 11. Januar 1857 in Villingen; † 18. März 1931 in Karlsruhe) war ein deutscher Keramiker. 

## Leben
Carl Kornhas wurde als Sohn eines Schuhmachers geboren. Nach einer Lehre als Bildhauer besuchte er die Kunstgewerbeschulen in Karlsruhe und von 1877 bis 1879 jene in Nürnberg. Auf Anraten eines Lehrers der Karlsruher Kunstgewerbeschule hielt sich Kornhas von 1881 bis 1895 in Italien auf. Dort arbeitete er u. a. in Gubbio und in Florenz in keramischen Betrieben mit. Wohl 1889 gründete er in Florenz eine eigene Keramikwerkstatt. Bereits spätestens seit 1883 hatte er sich in Italien „Carlo“ genannt. Nach seiner 1895 erfolgten Rückkehr nach Karlsruhe behielt er das „C“ in seinem Vornamen bei. 
Von 1895 bis 1920 war er Lehrer für Keramik an der Kunstgewerbeschule in Karlsruhe, nach dem Aufgehen der Schule in die Badische Landeskunstschule 1920 leitete er auch die dortige keramische Fachklasse bis zu seinem altersbedingten Ausscheiden 1922. 1898 war er dort zum etatmäßigen Professor berufen worden und am Aufbau der keramischen Fach-Abteilung und der Modellierklasse beteiligt. Nach 1922 gründete er in oder bei Karlsruhe eine eigene Werkstatt. Er starb 1931 an den Folgen einer Blinddarmentzündung. 

## Werk
Carl Kornhas gehört um 1900 zusammen mit Max Laeuger, Jacob Julius Scharvogel, Richard Mutz zu den Begründern der modernen deutschen Keramik. Als technisch versierter Keramiker arbeitete er in allen keramischen Techniken, er schuf Plastiken, Reliefe, Fliesenbilder, Vasen und Geschirr aus Majolika, Irdengut und Porzellan. Seine Spezialität waren Lüsterglasuren auf Irdengut und Kristallglasuren auf Porzellan. Die Arbeiten aus Majolika und Irdengut entstanden als Unikate, die aus Porzellan als Serienware. 
Anfänglich unter dem Einfluss italienischer Majolika des 15. und 16. Jahrhunderts stehend wandte sich Kornhas um 1900 auch dem Jugendstil zu. In den 1920er-Jahren entstanden Arbeiten mit geometrischen und vegetabilen Pinseldekoren. Um 1925 entwarf der Kunstmaler August Babberger einige Dekore. Die Arbeiten aus Porzellan führte von ca. 1903 bis 1911 die Porzellanfabrik in Weingarten (Baden) aus: neben Vasen und Geschirr mit Relief- und Unterglasurdekor Gefäße mit Kristallglasur. Die letzteren ernteten internationale Aufmerksamkeit. Darüber hinaus schuf Kornhas Zeichnungen mit Architekturdekorationen und Majoliken für das 1897 publizierte Werk L’arte a Città di Castello. 

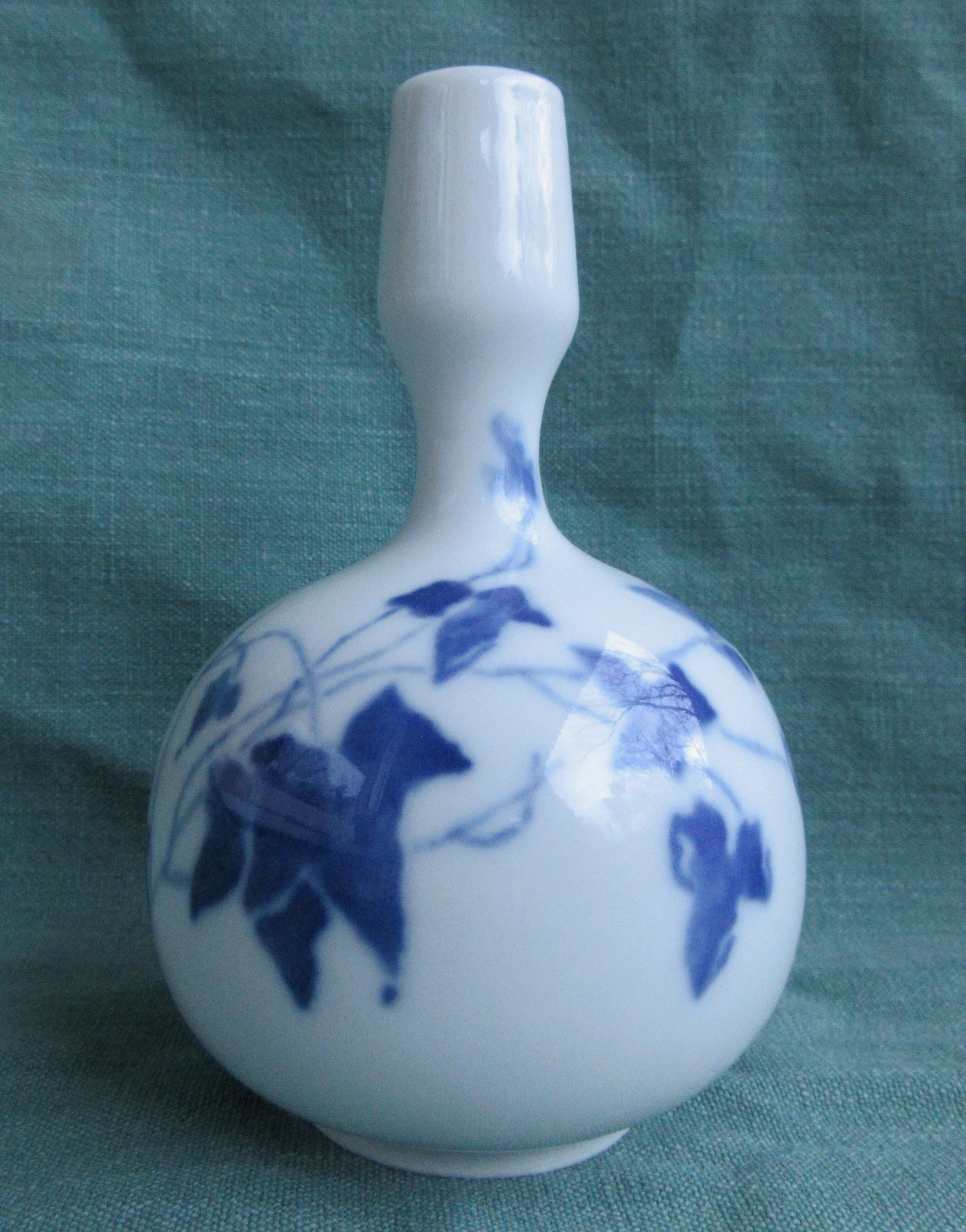
Porzellanvase mit Unterglasurbemalung; Entwurf Carl Kornhas, um 1905, Ausführung Porzellanfabrik Weingarten
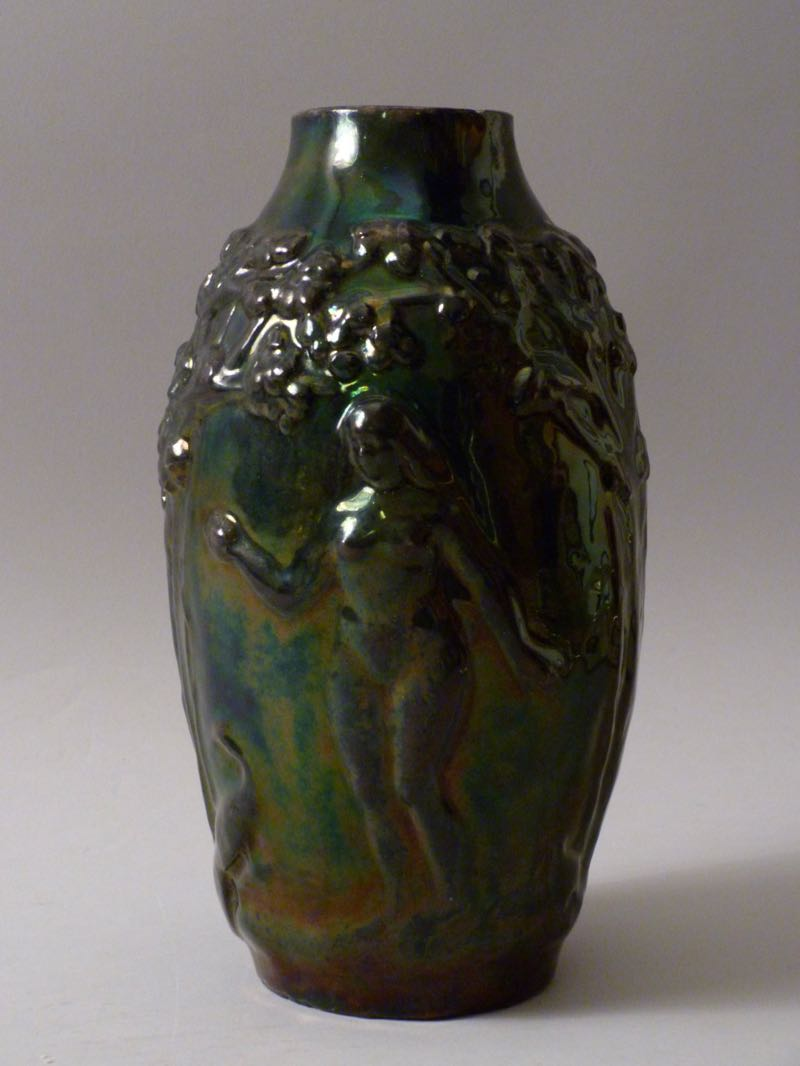
Vase mit Lüsterglasur, Entwurf und Ausführung Carl Kornhas, um 1910
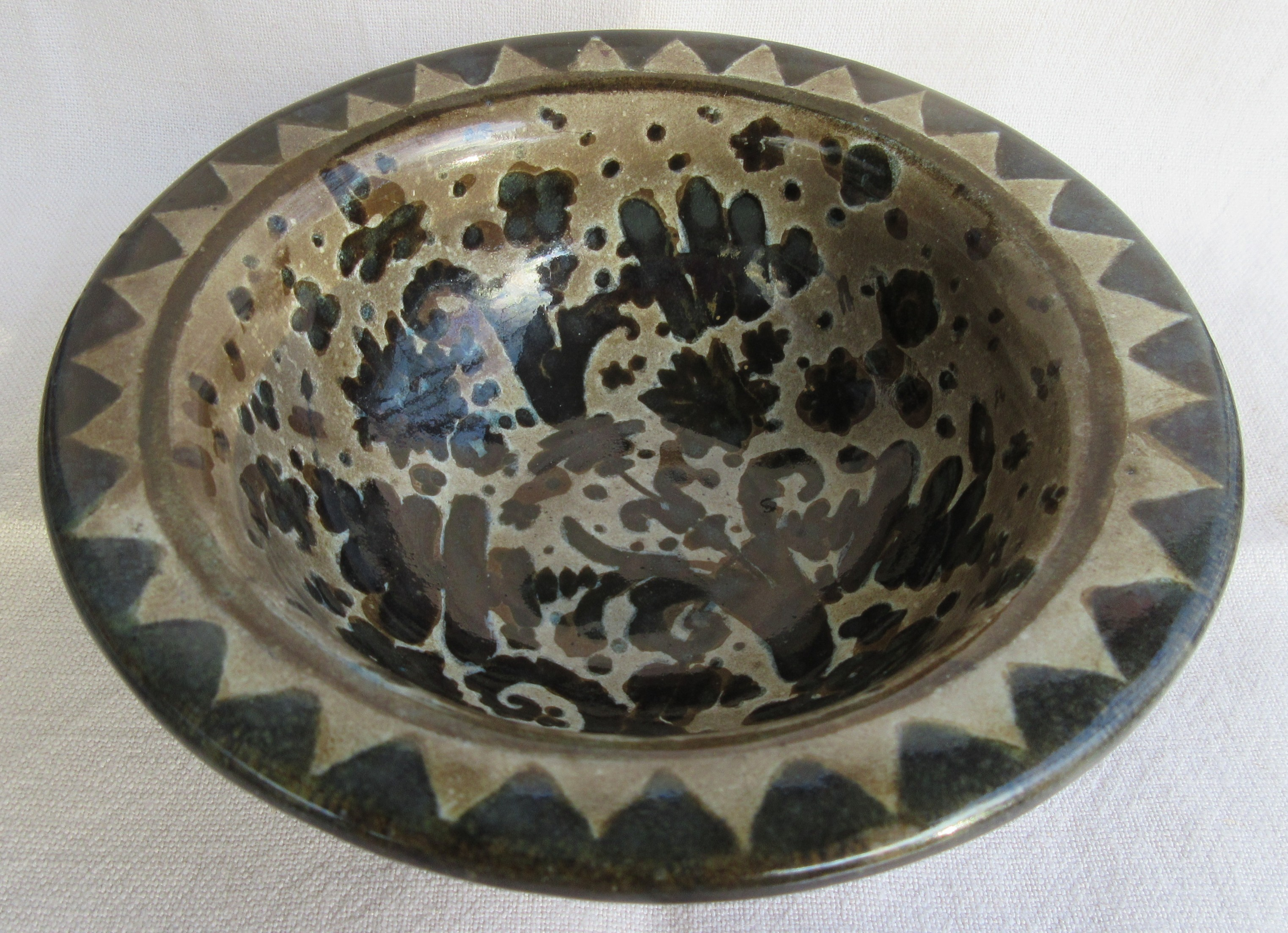
Schale mit Lüsterbemalung, Entwurf und Ausführung Carl Kornhas, um 1925

## Ausstellungen und Nachlass
Arbeiten von Carl Kornhas wurden auf vielen nationalen und internationalen Ausstellungen präsentiert. Zu nennen sind hier vor allem die Weltausstellung Paris 1900, 1904 in St. Louis und 1910 in Brüssel. Einen Teil des Nachlasses von Kornhas verwahrt das Badische Landesmuseum in Karlsruhe. 

## Ehrungen
- 1908: Ritterkreuz 1. Klasse, Orden vom Zähringer Löwen
- 1910: Ehrendiplom auf der Weltausstellung in Brüssel